# Mantasugfisk
Mantasugfisk (Remora albescens) är en fiskart som först beskrevs av Temminck och Schlegel, 1850.  Mantasugfisk ingår i släktet Remora och familjen Echeneidae. IUCN kategoriserar arten globalt som livskraftig. Inga underarter finns listade i Catalogue of Life.